# Strickscheid
Strickscheid là một đô thị ở huyện Bitburg-Prüm, trong bang Rheinland-Pfalz, phía tây nước Đức. Đô thị Strickscheid có diện tích 1,41 km², dân số thời điểm ngày 31 tháng 12 năm 2006 là 35 người.